# Octav Mayer
Octav Mayer, född den 5 oktober 1895 i Mizil, död den 9 september 1966 i Iași, var en framstående rumänsk matematiker och var den första som erhöll en doktorsgrad i matematik i Rumänien.